# Classe America (paquebot)
La classe America de paquebot est une classe de paquebots transatlantiques de la compagnie britannique Cunard Line mise en service au milieu du XIXe siècle sur la ligne transatlantique entre le Royaume-Uni et l'Amérique du Nord.
Elle est la seconde classe de paquebots de la compagnie, succédant à la classe Britannia et précédant la classe Arabia. Comme les autres, elle est subdivisée en une flotte principale originelle de 4 paquebots (l’America, l’Europa , le Niagara et le Canada) suivis d'une sous-classe de 2 sister-ships plus évolués (la sous-classe Asia avec l’Asia et l’Africa).
Trois de ses navires ont été les paquebots transatlantiques les plus rapides du monde, remportant le prestigieux Ruban bleu sur la route transatlantique entre Liverpool et Halifax : le RMS America et le RMS Europa en 1848, et le RMS Asia en 1850. Un autre navire, le RMS Canada remporta le record de traversée dans l'autre sens (ouest-est) en 1849.

## Sources et références
- (en) Cet article est partiellement ou en totalité issu de l’article de Wikipédia en anglais intitulé « America class steamship » (voir la liste des auteurs).